# Народен прогрес
Народен прогрес (на английски: People's Progress) е политическа партия в Папуа Нова Гвинея.
Тя е основана през 1968 година от Джулиъс Чен, който оглавява правителството през 1980-1982 и 1994-1997 година. Водеща опозиционна партия след 2007 година, на парламентарните избори през 2012 година Народен прогрес заема седмо място с 6 от 111 места в Националния парламент.